# Bruna Karipuna
Bruna dos Santos Almeida conhecida como Bruna Karipuna é professora e escritora indígena. Pertence ao povo Karipuna, do Amapá. Autora premiada com o Prêmio Jabuti 2023, na categoria incentivo à literatura.

## Biografia
Bruna dos Santos Almeida, é indígena do povo Karipuna, do estado do Amapá, filha de Ieda dos Santos e Antônio Rangel Marques Almeida.

## Formação
Possui graduação em letras e é mestrada em literatura, pela Universidade Federal do Amapá.

## Prêmios
- Foi premiada com a obra 'Guerreiras da Ancestralidade', na categoria incentivo à literatura da 65ª edição do Prêmio Jabuti, em 2023;[3]